# Gabriel LaBelle
Gabriel LaBelle, född 20 september 2002 i Vancouver, är en kanadensisk skådespelare.
LaBelle har bland annat medverkat i filmerna The Predator från 2018, The Fabelmans från 2022. Han har även medverkat i TV-serien American Gigolo  från 2022.

## Filmografi (i urval)
- 2018: The Predator
- 2022: American Gigolo
- 2022: The Fabelmans
- 2024 – Saturday Night